# Johan Pahl
Johan Pahl, född 1638, död 27 december 1677, var en svensk rådman och riksdagsman.

## Biografi
Johan Pahl föddes 1638. Han var son till handelsmannen Matthias Pahl och Catharina Palmgren i Stockholm. Pahl blev 11 september 1648 student vid Uppsala universitet och fick 13 maj 1663 burskap som handlande i Stockholm. Han valdes 24 maj 1669 till extra ordinarie rådman i staden och blev 10 juli 1672 ordinarie rådman. Han var 30 juli 1672 preses i Norrmalms kämnärsrätt och var riksdagsman vid riksdagen 1672. Pahl avled 1677 och begravdes 14 april 1678 i Storkyrkan.

### Familj
Pahl var gift med Brita Olofsdotter Salenia (död 1707). De fick tillsammans barnen sekreteraren Mathias Pahl (död 1706) och Elisabeth Catharina Pahl (1677–1743) som var gift med överpostinpektorn Ambjön Jonsson Ulff i Göta rike och kaptenen Peter Elgenstierna.